# Афганские изумруды
Афганские изумруды (они же изумруды Панджшерского ущелья), добываются на месторождениях в верховье Панджшерского ущелья, в местности Пават, в кишлаках: Пирьях, Мабаин, Зарадхак, Хенч, Омарз, Сафечир, Даштериват на берегу реки Панджшер — в 10-13 километрах юго-восточнее и восточнее населённого пункта Пишгор, в каждом из которых было сконцентрировано от 20 до 40 шахт.

Во второстепенном к Панджшеру ущелье — Дархиндж, также расположены значительные месторождения изумрудов. Центром изумрудного промысла в Панджшере считается кишлак Хенч, в нём сконцентрировано 110 шахт, на которых работают почти полторы тысячи человек

## История
Месторождения изумрудов были обнаружены в Панджшере в 1970-е годы. Специалисты ставят их в один ряд с высшими по качеству колумбийским изумрудами.
.
— В годы Афганской войны (1979—1989) разработка изумрудов в Панджшерском ущелье находилась под контролем крупного полевого командира Ахмад Шах Масуда.

После добычи, изумруд направлялся в Пакистан на переработку, а оттуда распространялся на международные рынки.

— Сумма средств, вырученных за изумруды в указанный период, в среднем в год составляла до 10 миллионов долларов.

Горные работы на скальных грунтах осуществлялись японскими бурильными установками с привлечением к управлению работами германских инженеров-маркшейдеров.

## Особенности афганского изумруда
Афганские изумруды, учитывая их качество, чистоту, цвет, являются одними из лучших в мире. Им присуща несвойственная для других камней способность поглощать свет с разной полярностью (дихроизм), от индиго до изумрудно-зелёного.

— Группы берилл соответствуют первому классу по классификации «М. Г. Бауэра — А. Е. Ферсмана». Некоторые экземпляры, не имеющие дефектов, большого размера и идеального цвета весом выше 5 карат, ценятся даже дороже алмазов.

— Химическая структура афганских кристаллов, их физические свойства идентичны с колумбийскими изумрудами.

— Форма афганских изумрудов имеет низкий процент отсева, поскольку при разрезе и огранке теряется меньше масса камня.

— Цвета афганского изумруда очень насыщенны. Вытянутой формы, необработанные изумруды «карандаши» часто разрезают на небольшие фрагменты для декорирования дорогих наручных часов.

## Изумруд на службе у Панджшерского фронта
На этапе Афганской войны (1979-1989) панджшерское сопротивление, составляющее костяк партии Исламское общество Афганистана (ИОА) под руководством духовного лидера Бурхануддина Раббани и предводителя повстанцев Ахмад Шах Масуда для успешного выполнения боевых задач объединилось в ударную группировку с названием «Панджшерский фронт». Это военное объединение нуждалось в мощной экономической базе.

— По разведывательным данным и средствам массовой информации западных государств, на средства от продажи изумрудов, добытых в Панджшерском ущелье, А. Ш. Масуд, закупал оружие и снаряжение.

— А. Ш. Масуд полностью контролировал месторождения изумруда и лазурита в провинциях Парван и Бадахшан, сбыт драгоценных камней лежал на постоянно проживающем в Лондоне его родном брате.

— Независимая экономическая политика А. Ш. Масуда, основывалась на разработке месторождений изумрудов, лазурита и других полезных ископаемых в подконтрольных районах, это позволяло избегать крупных займов, а также внешней зависимости от стран Персидского залива и КНР.

В Панджшере запасы полезных ископаемых составляет около 50 % всех известных в Афганистане месторождений изумрудов и других драгоценных камней.
 
Наиболее известными являются следующие месторождения изумрудов:

— Пирьях 10 километров юго-восточнее Пишгор — разработка месторождений велась взрывным способом.

Всего в этом районе использовалось около 40 шахт глубиной до 30 м. Разработку вели группы по 50 человек. Средний доход от их реализации — свыше 100 миллионов афгани в год.

— Мабаин 11 километров северо-восточнее Пишгор, где разрабатывалось 20 шахт глубиной 30-40 м. Среднегодовой доход — свыше 50 миллионов афгани.

— Зарадхак 13 километров северо-восточнее Пишгор. Здесь расположено около 20 шахт. Среднегодовой доход составлял свыше 60 миллионов афгани.

Разработка изумруда осуществлялась под руководством мятежников партии Исламское общество Афганистана (ИОА). Месторождения изумрудов в Панджшере были тщательно замаскированы и находились под защитой средств ПВО. Взрывные работы велись, в основном, в тёмное время суток, отсечение изумрудов от породы осуществлялось днём.

— Ежегодно, в общем целом, партией ИОА в Пакистан реализовывалось изумруда на сумму свыше 200 миллионов афгани — на тот момент это составляло более 5 миллионов долларов.
Для проведения горно-взрывных работ в скальных породах применялось бурильное оборудование японского производства. На месторождении в ущелье Дархиндж руководство работами по добыче драгоценных камней осуществляли французские и западногерманские горные инженеры.

— Доход, полученный от реализации на мировом рынке только изумрудов, главными покупателями были: Франция, Пакистан, Индия, обеспечивал покрытие более половины затрат на современное вооружение, боеприпасы и обмундирование.

## Предпочтения ювелирных брендов в пользу афганского изумруда

### Картье
Крупные афганские изумруды в колье «Chromaphonia» объединили с алой шпинелью, мандариновыми гранатами, бирюзой и ониксом. Изумруды, являясь главным камнем в украшении, диктовали его конструкцию, эффект которого был усилен цветами других драгоценных камней.

### Инбар
В коллекции израильского ювелирного дома «Inbar Fine Jewellery», продемонстрированной на ювелирной выставке «jewellery Couture» в 2018 году, ведущий ювелир марки Одед Бурштейн заявил, что пересмотрел традиции своего стиля, стремясь подчеркнуть изысканность афганских изумрудов.

— По мнению ювелира Одеда Бурштейна, афганские изумруды — альтернатива, не уступающая изумрудам из Колумбии и Замбии, они в равной степени конкурируют по красоте, и даже качественнее, поскольку кристалл афганского изумруда чище и плотнее и излучает больше яркого блеска, обладает уникальным оттенком и твёрдостью в огранке, по причине природной твёрдости самого кристалла. Одед Бурштейн сообщил, что связан с афганскими изумрудными копями деловыми отношениями.

«Только заполучив афганский изумруд, можно по достоинству оценить его красоту, насыщенный блеск, прочность и уникальный зелёный оттенок. А то, что зелёных бериллов из Афганистана на рынке драгоценных камней очень мало, делает их ещё более желанными»— Одед Бурштейн «Inbar Fine Jewellery»

## Иностранная литература
- «From Satan’s Crown to the Holy Grail: Emeralds in Myth, Magic..»
- «Beryllium: Mineralogy, Petrology, and Geochemistry» c. 578
- «A Concise History of Afghanistan in 25 Volumes» Hamid Wahed Alikuzai
- «Afghanistan: the Perfect Failure: A War Doomed by the Coalition’s …» John L. Cook
- «Afghanistan from the Cold War through the War on Terror» Barnett R. Rubin
- «State of the World 2002» c. 150 The Worldwatch Institute
- «Chronique de la recherche minière» Выпуск 541 c. 111
- «Geodiversity: Valuing and Conserving Abiotic Nature»
- EMERALDS OF THE PANJSHIR VALEY AFGHANISTAN GEMS & GEMOLOGY Spring 1991 By Gary Bowersox, Lawrence W Snee, Eugene E. Foord, and Robert R. Seal I1